# Australian Institute of Sport
Australian Institute of Sport (AIS) was een Australische basketbalclub voor dames uit Canberra, Australian Capital Territory actief in de Women's National Basketball League, de hoogste Australische damesbasketbalcompetitie.
Het team werd opgericht in 1981. Het team was kampioen van de Women's National Basketball League na winst in de Grand Final in 1999. In 2012 werd de club opgeheven.

## Bekende (oud-)spelers
- Suzy Batkovic
- Abby Bishop
- Carla Boyd
- Sandy Brondello
- - Liz Cambage
- Trisha Fallon
- Kristi Harrower
- Lauren Jackson
- Emma Randall
- Deanna Smith
- Belinda Snell
- Penny Taylor
- Kristen Veal
- Jenny Whittle